# マルヴァジーア
マルヴァジーア (Malvasia、イタリア語発音: [malvaˈziːa]、Malvaziaとも) は、地中海地域、バレアレス諸島、カナリア諸島、マデイラ島で歴史的に栽培されてきた複数のワイン用ブドウ品種を一括りにした名称であり、現在では世界中のワイン生産地域の多くで栽培されている。かつてはマルヴァージア種主体のワインにも互換的にマルヴァジーアやマルムジー (Malmsey) の名が使われていたが、現代のワイン学においては、「マルムジー」の名はマルヴァジーア種から作られた甘口のマデイラワインのみに現在のところほぼ限られている。マルヴァジーアの系統に入る品種は、マルヴァジーア・ビアンカ (Malvasia bianca) 、マルヴァジーア・ディ・スキエラーノ (Malvasia di Schierano) 、マルヴァジーア・ネグラ (Malvasia negra) 、マルヴァジーア・ネーラ (Malvasia nera) 、マルヴァジーア・ネーラ・ディ・ブリンディジ (Malvasia nera di Brindisi) 、マルヴァジーア・ディ・カンディア・アロマティカ (Malvasia di Candia aromatica) 、マルヴァジーア・オドロシッシマ (Malvasia odorosissima) など多数にのぼる。
マルヴァジーアのワインを生産しているのは、イタリア (フリウリ＝ヴェネツィア・ジュリア州、ロンバルディア州、プッリャ州、シチリア島、リーパリ島、エミリア＝ロマーニャ州、サルデーニャ島など) 、スロベニア、クロアチア (イストリア半島など) 、コルシカ島、イベリア半島、カナリア諸島、マデイラ島、アメリカ合衆国 のカリフォルニア州、アリゾナ州、ニューメキシコ州など 、オーストラリア、ブラジルである。マルヴァジーア各品種はその品種名を冠した白 (稀ながら赤) ワイン、デザートワイン、酒精強化ワインの生産に使用されるほか、ヴィン・サント用のブドウのブレンドに含まれる場合もある。

## 歴史

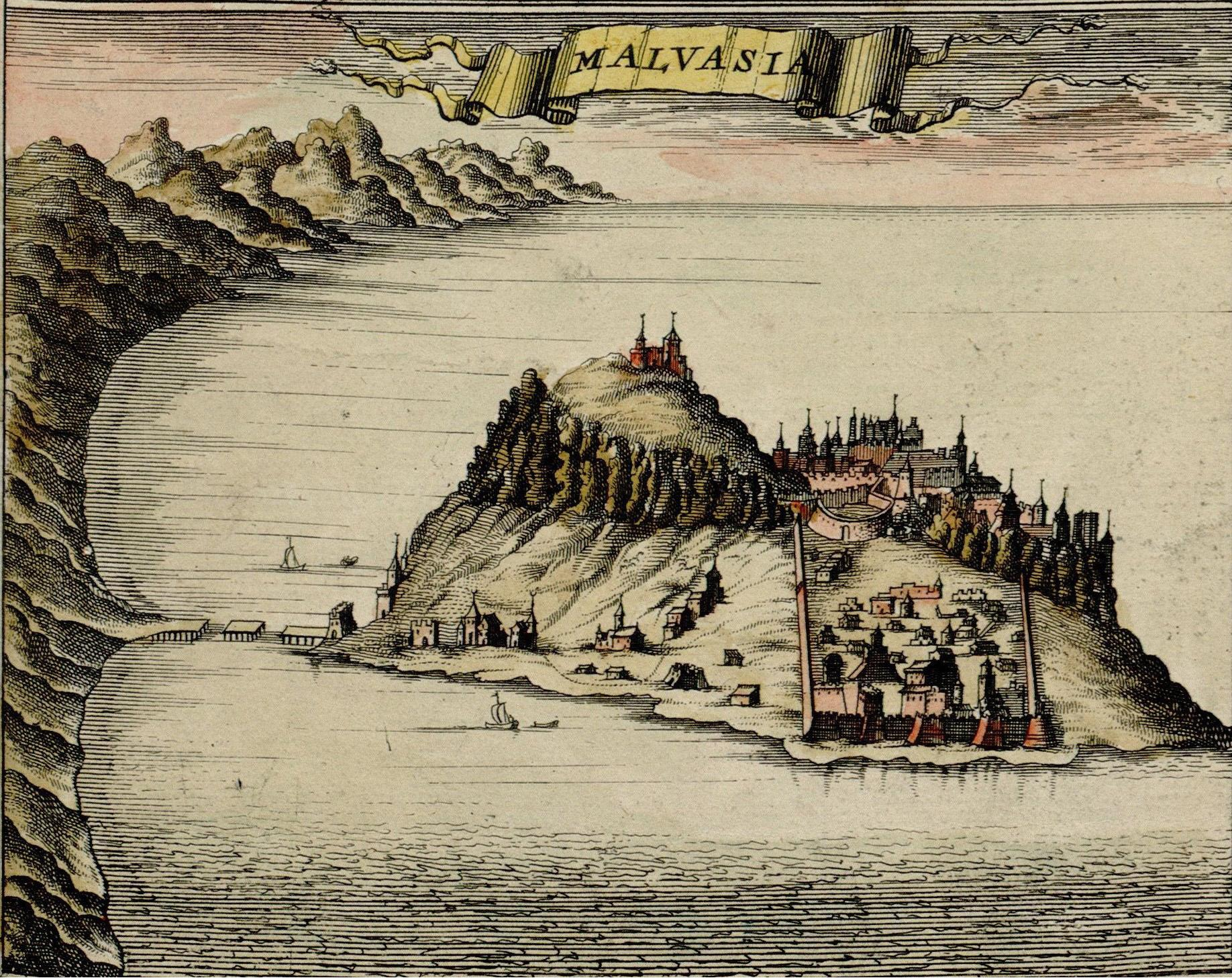
モネンヴァシア島の要塞を描いた17世紀の地図

ほとんどのブドウ品種学者は、マルヴァジーア系統のブドウの起源は古く、ギリシャのクレタ島が発祥の地である可能性が高いと考えている。おそらく「マルヴァジーア 」という名称は、イタリア語で「マルヴァジーア (Malvasia) 」として知られていた、ラコニアの海岸にある中世・ルネサンス初期の東ローマ帝国の要塞、モネンヴァシア (Monemvasia) に由来すると思われる。というのも、同地の港はペロポネソス半島東部産ワインの（あるいはキクラデス諸島産ワインの一部も）交易拠点として機能していたらしいからである。 中世のあいだ、ヴェネツィア人は「マルヴァジーア・ワイン」の交易を盛んに行なったため、ヴェネツィアの酒商店は「マルヴァジーエ (malvasie) 」の名で知られていた。 ときおり、クレタ島イラクリオン県のマレヴィジ (Malevizi) に由来するのではという説が唱えられることがあるが、学者たちのあいだで真剣に受け止められることはない。
いずれにせよ、マルムジーは中世にギリシャが輸出していた3つの主要なワインのひとつであった (他の2つについてはルムニー・ワインおよびクレタ・ワインを参照) 。一説ではイングランドのエドワード4世が弟ジョージ・プランタジネット初代クラレンス公を大逆罪とした際、彼の非公開処刑は「大酒樽のマルムジー・ワインで溺死」させるというものであったと云われており、このことはシェイクスピアの『リチャード三世』で戯曲化された。

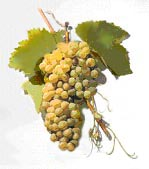
マルヴァジーアの果房

モネンヴァシアもカンディア (イラクリオンの別名) も、さまざまな現代のブドウ品種に名称を貸してきた。ギリシャにはモネンヴァシアの名で知られる品種があり、明らかにこの港にちなんで名付けられたものだが、現在では主にキクラデス諸島で栽培されている。西ヨーロッパでは、一般的なマルヴァジーア品種のひとつが、原産地といわれる地域にちなみマルヴァジーア・ビアンカ・ディ・カンディア (クレタの白いマルムジーの意) の名で知られている。モネンヴァシア種は西ヨーロッパのマルヴァジーア各品種の祖先であると長らく考えられていたが、近年のDNA型鑑定によると、モネンヴァシアとマルヴァジーアのいかなる品種とのあいだにも近い類縁関係はないということが示された。しかしながら、DNA型鑑定では (ギリシャ全土で広く栽培されている) アティリというブドウ品種がマルヴァジーアの祖先にあたるということが示された。

## ブドウの各品種と生産地域
ほとんどのマルヴァジーア種は、マルヴァジーア・ビアンカと近い類縁関係にある。例外のなかで有名なものは、マルヴァジーア・ディ・カンディアの名で知られる品種であり、マルヴァジーアの亜種としてははっきりと特徴が異なる。マルヴァジーア・ビアンカは、イタリア、カリフォルニア州サンホアキン・バレー、ギリシャのパロス島やシロス島、カナリア諸島、スペインのリオハ州およびナバラ州など、世界各地で広く栽培されている。イタリア中部では、ワインのアロマと質感を増すために、よくマルヴァジーアがトレッビアーノにブレンドされる。リオハでは、マカベオとのブレンドで同様のはたらきをする 。

### クロアチアの品種

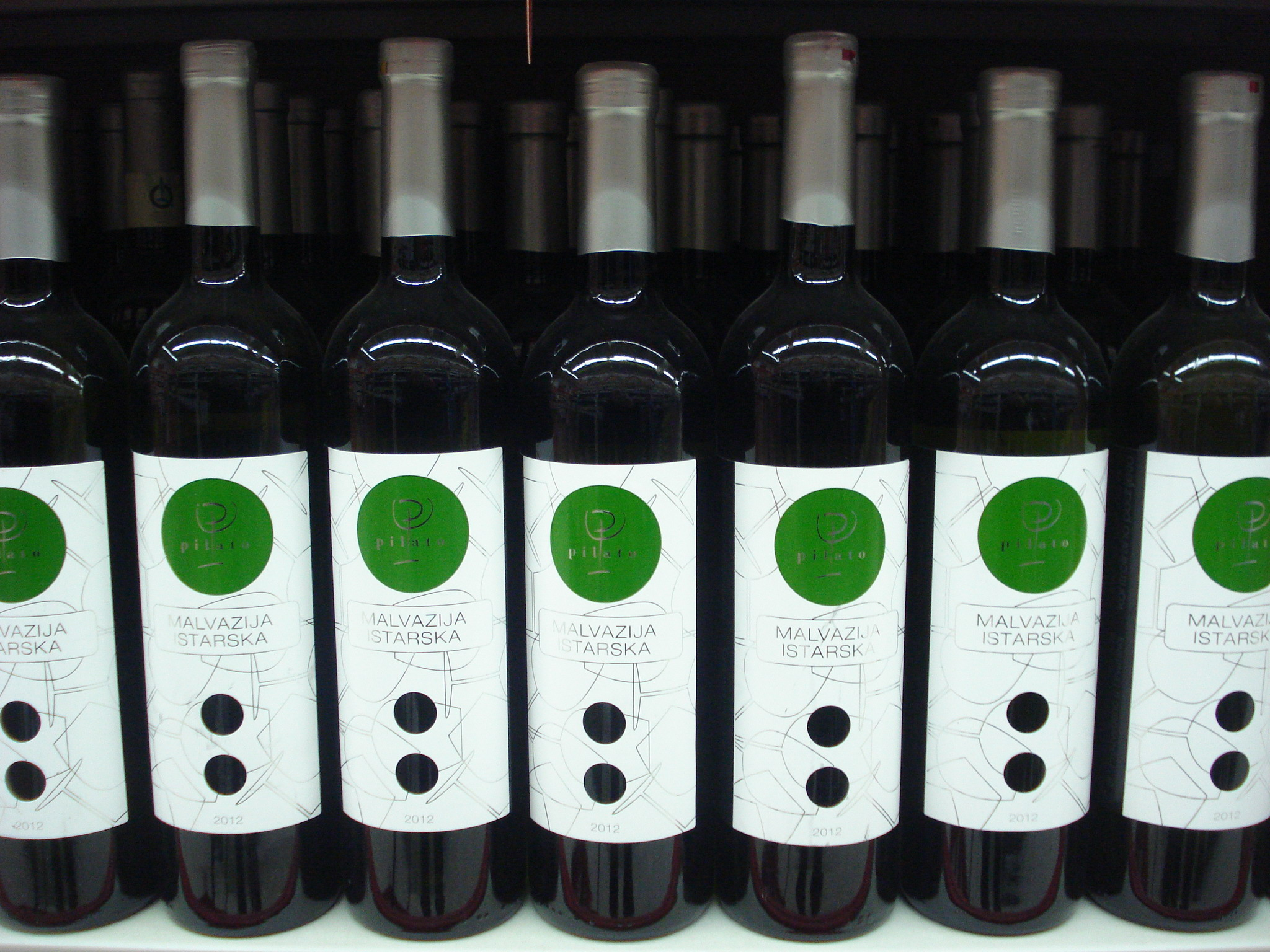
マルヴァジヤ・イスタルスカの高品質ワインのボトル

マルヴァジヤ・イスタルスカ (Malvazija Istarska)
マルヴァジヤ・イスタルスカはクロアチア領・スロベニア領・イタリア領に分かれるイストリア半島にちなんで名付けられた (イタリアの品種・スロベニアの品種も参照) 。これはクロアチア領イストリアおよびダルマチア地方北部の主要な白ワインのひとつとなっている。同地にこの品種が伝播したのは、ヴェネツィアの商人たちがギリシャから挿し木を持ち込んだことによる。マルヴァジーアはクロアチア語ではマルヴァジヤ (malvazija) という。
その他
ダルマチアのマラシュティナ (Maraština) やルカタツ (Rukatac) はイタリアのマルヴァジーア・ビアンカ・ルンガ (Malvasia bianca Lunga) と同一種である。

### イタリアの品種
マルヴァジーア・イストリアーナ (Malvasia Istriana)
イタリアでは、この品種はフリウーリ＝ヴェネツィア・ジュリア州のコッリオ・ゴリツィアーノDOCやイゾンツォ DOCに使用されている。この名称の由来となっているイストリア半島はクロアチア領、スロベニア領、イタリア領に分けられる (クロアチアの品種・スロベニアの品種も参照) 。同地域にこの品種をもたらしたのは、ギリシャから挿し木を持ち込んだヴェネツィア商人である。マルヴァジーア・イストリアーナはエミリア＝ロマーニャ州のコッリ・ピアチェンティーニ地区にもみられ、同品種を用いて作ったスパークリングワインは、地元で「小シャンパーニュ」を意味するシャンパニーノ (champagnino) の名で知られている。
マルヴァジーア・ディ・グロッタフェッラーラ (Malvasia di Grottaferrata) 、マルヴァジーア・ディ・ボーザ (Malvasia di Bosa) 、マルヴァジーア・ディ・プラナルジア (Malvasia di Planargia)
19世紀から20世紀前半にかけて、マルヴァジーアから作られたパッシート方式の甘口デザートワインが珍重され、イタリアの最高級ワインのひとつと見なされていた。第二次世界大戦後、消費者市場の関心が薄れた結果、栽培が急激に減少し、多くの品種が絶滅寸前に陥った。現在ではいくつかの特化した生産者が地元品種のマルヴァジーア・デザートワインを作り続けているのみであり、たとえばラツィオ州のマルヴァジーア・ディ・グロッタフェッラーラやサルデーニャ州のマルヴァジーア・ボーザやマルヴァジーア・ディ・プラナルジアなどがある。

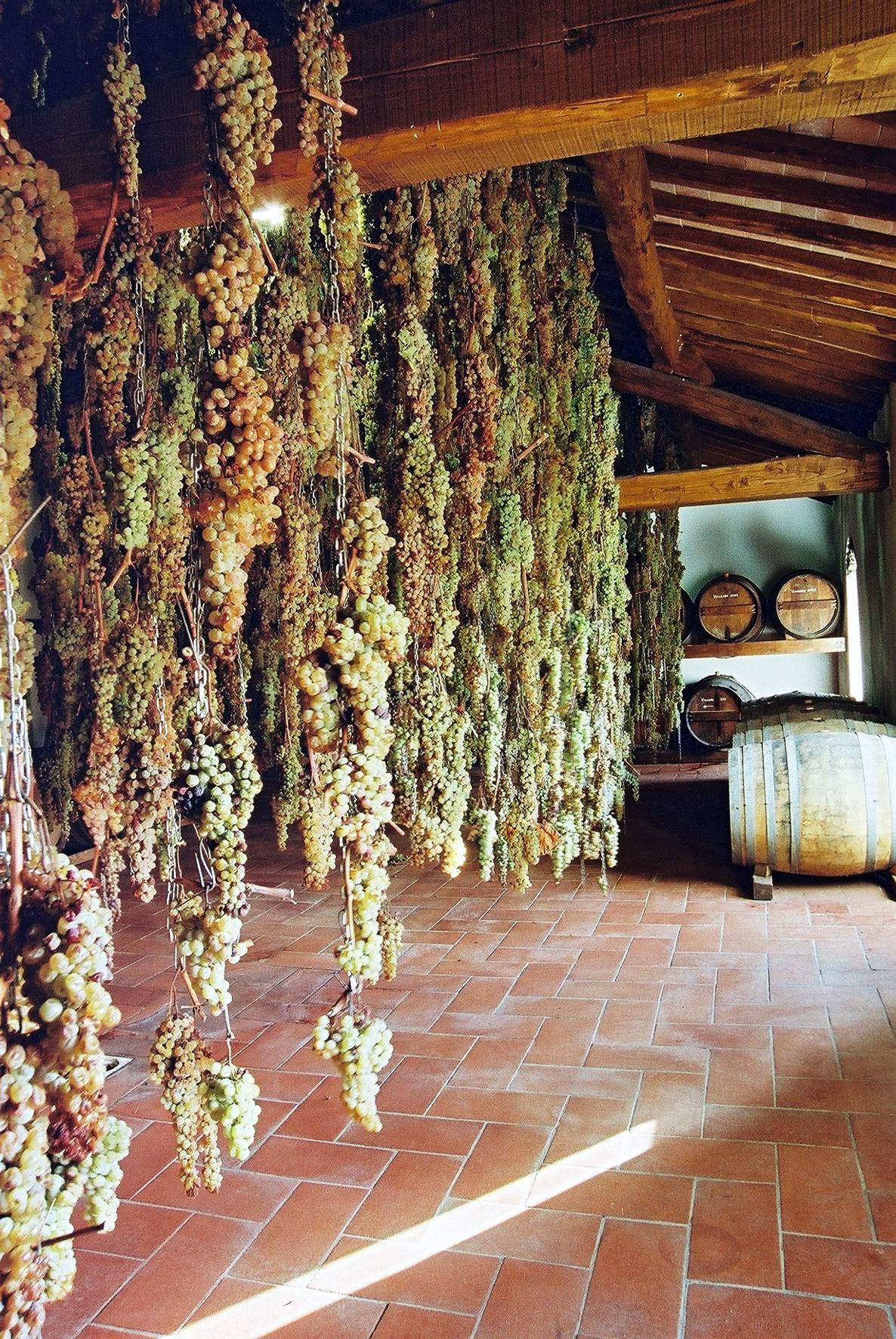
ヴィン・サントの製造過程で陰干しされているマルヴァジーアとトレッビアーノの果実

マルヴァジーア・デッレ・リーパリ (Malvasia delle Lipari)
1980年代以降、シチリア島の北東沿岸にある火山性のエオリア諸島では、マルヴァジーア・デッレ・リーパリから作られたデザートワインに対する関心が再燃している。特有のオレンジのような風味をもつこのシチリアワインは、フィロキセラ禍 (1880年代) に見舞われる直前の最盛期には年間1000万リットル以上が生産されていた。
マルヴァジーア・ネーラ (Malvasia nera)
マルヴァジーアのほとんどの品種が白ワインを生み出すのに対し、マルヴァジーア・ネーラは赤ワイン用の品種であり、イタリアでは主にブレンド用のブドウとして使用され、ワインに暗色とさまざまなアロマを加える重要な役割をもつ。名のあるワインのなかでマルヴァジーア・ネーラの品種名を冠したワインを作るのはピエモンテ州のみであり、2つのD.O.C.認定地区 (マルヴァジーア・ディ・カゾルツォ(Malvasia di Casorzo) およびマルヴァジーア・ディ・カステルヌオーヴォ・ドン・ボスコ (Malvasia di Castelnuovo Don Bosco) ) があるが、計100ヘクタールにも満たない。プッリャ州のブリンディジ県とレッチェ県ではネグロアマーロとのブレンドが行われている一方、1970年代および1980年代のトスカーナ州では、マルヴァジーア・ネーラはサンジョヴェーゼとのブレンドに頻繁に使用されていた。近年のトスカーナ州では、カベルネ・ソーヴィニヨンが栽培種としてもサンジョヴェーゼのブレンド用としてもマルヴァジーア・ネーラに取って代わっている。 ほかにマルヴァジーア・ネーラを栽培する地域としては、ボルツァーノ県 (アルト・アディジェ) 、サルデーニャ州、バジリカータ州、カラブリア州などがある。マルヴァジーア・ネーラのワインの特徴は、豊かなチョコレートの風味と黒いプラムおよび花のアロマと表現されることが多い。
マルヴァジーア・ディ・カンディア (Malvasia di Candia) 、マルヴァジーア・プンティナータ (Malvasia Puntinata) 、マルヴァジーア・デル・ラツィオ (Malvasia del Lazio)
ラツィオ州のフラスカーティは、マルヴァジーア・ビアンカの系統に入っていない別個のマルヴァジーア亜種にあたる、マルヴァジーア・ディ・カンディアの栽培の大半を占める。マルヴァジーア・ディ・カンディアはマルヴァジーア・プンティナータ (マルヴァジーア・デル・ラツィオの別名) とのブレンドに用いられることがもっとも多く、後者のほうが酸が強く酸味のしっかりしたワインを生み出しやすいため評価が高い。

### ポルトガルの品種
ポルトガルでは、「マルヴァジア」の名で知られる品種は12種を下らない。本当のマルヴァジーアと関係するものもあれば、そうでないものもある。 

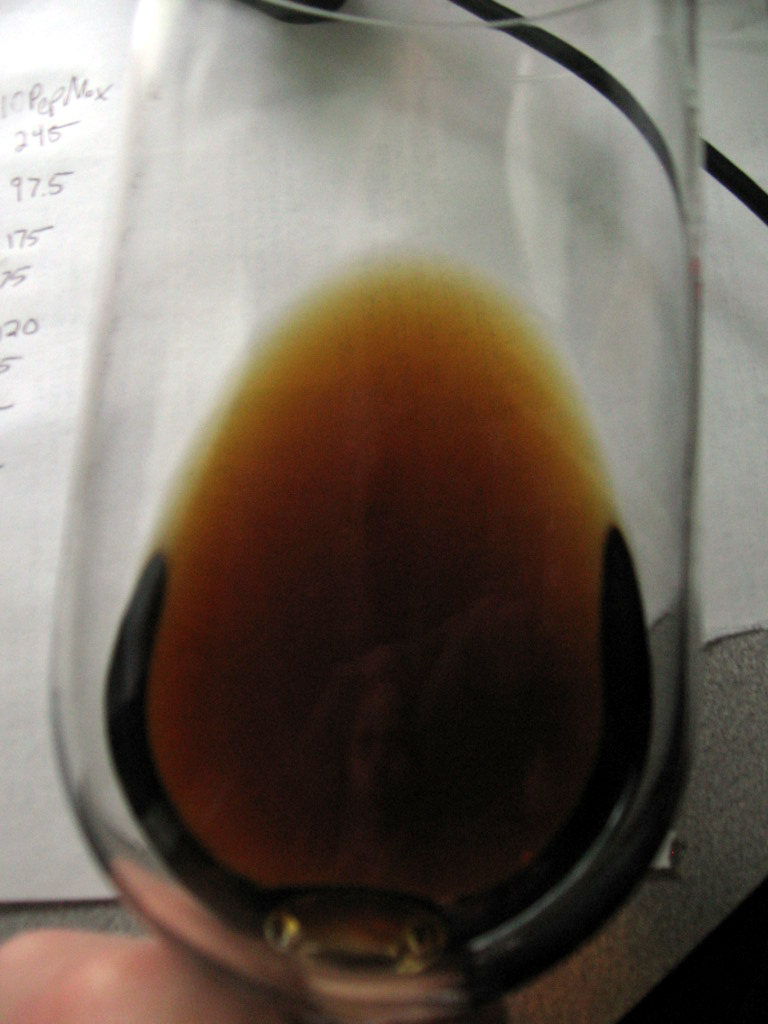
白ブドウのマルヴァジア・カンディダで作られるマデイラのマルムジー。暗色は熟成の過程でついたもの。

マルヴァジア・フィーナ (Malvasia Fina)
2004年の時点でマルヴァジア・フィーナはポルトガルにおいて18,533エーカー (7,500ヘクタール) 近く栽培されていた。同国ではボアル (Boal) の名でも知られている (しかしながら、ボアル製法のマデイラに用いるブドウ品種のボアルボアル (ブドウ)とは類縁関係にない可能性が非常に高い) 。マルヴァジア・フィーナは、ドウロ DOCでは白のポートの製造に使用できる品種として見かける。テージョ VRやダン DOCでもみられ、標高の高いブブドウ園で栽培されている。 
マルヴァジア・カンディダ (Malvasia Candida)
マルヴァジア・カンディダ (マルヴァジーア・ディ・カンディア (Malvasia di Candia) の名で知られる品種とは異なる) は、歴史的にマデイラ島で栽培され、マルムジーの名で知られるもっとも甘いマデイラワインを作るのに使用されている。  
マルヴァジア・ヘイ (Malvasia Rei)
マルヴァジア・ヘイはスペインでシェリー用に栽培されているパロミノであると考えられており、マルヴァジーアの系統と関係があるといわれる。ポルトガルでは、マルヴァジア・ヘイはドウロ DOCのほかベイラス、リスボアのワイン生産地域 (ポルトガル)で栽培されている。 
マルヴァジア・コラーダ (Malvasia Corada)
マルヴァジア・コラーダは、ドウロ DOCではヴィタルの名で知られるマイナーなブドウ品種の別名であり、本当のマルヴァジーアとの関係はあるともないともいわれる。 
マルヴァジア・ダ・トリンシェイラ (Malvasia da Trincheira)
マルヴァジア・ダ・トリンシェイラはドウロでポートに使用される白ブドウ品種のフォルガサンの別名であり、本当のマルヴァジーアとの関係はあるともないともいわれる。

### スロベニアの品種
イスタルスカ・マルヴァジヤ (Istrska Malvazija) 、もしくはマルヴァジヤ (Malvazija) (イタリア語：マルヴァジーア・イストリアーナ、クロアチア語：マルヴァジヤ・イスタルスカ)
イストリア半島のスロヴェニア領において、このマルヴァジア種はコペル周辺、とりわけデベリ・ルティッチ、シュコツィアン、コルティーナ、ラーボルで栽培されている。同種はイタリアとクロアチアでも栽培されている (クロアチアの品種・イタリアの品種も参照) 。このブドウがこの一帯に伝播したのは、14世紀にヴェネツィアの商人がギリシャから挿し木を持ち込んだことによる。成熟しすぎた果実によって、スロベニア語およびクロアチア語でスラトカ・マルヴァジヤ (sladka malvazija) と呼ばれる、非発酵性糖類と高いアルコール濃度 (12%前後) をもったデザートワインができる。

### 一般的な別名
マルヴァジーアのさまざまな品種が、多岐にわたる別名をもっており、ドイツではマルヴァジアー (Malvasier) 、東ヨーロッパではマルヴァジヤ (Malvazija) やマルヴァジア (Malvazia) などと呼ばれる。似通った発音ではあるものの、フランスで (広く使われる別名として) 「マルヴォワジー (Malvoisie) 」といわれている品種は、どれもマルヴァジーアとは類縁関係にない。唯一例外がありうるとすれば、コルシカ島のマルヴォワジーは実際はヴェルメンティーノであり、マルヴァジーアと類縁関係にあるかもしれない、とブドウ品種学者たちは考えている。 そのほかのさまざまなマルヴァジーア亜種にかんする別名としては、ウーヴァ・グレーカ (Uva Greca) 、ロハル (Rojal) 、 スビラ (Subirat) 、ブランキロハ (Blanquirroja) 、ブランカロガ (Blancarroga) 、トビア (Tobia) 、カガサル (Cagazal) 、ブランカ＝リオハ (Blanca-Rioja) などがある。

## ブドウ栽培

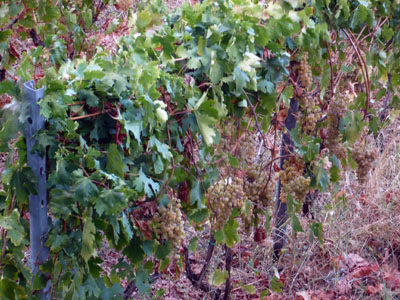
ブドウ果樹に実るマルヴァジーアの果実

多くのマルヴァジーア亜種間には違いがあるものの、マルヴァジーア系統内で共通するブドウ栽培上の特徴はいくつかある。マルヴァジーアは、乾燥した気候および水はけのよい傾斜地のブドウ園との相性がよい傾向がある。湿潤な環境ではうどんこ病・べと病、腐敗病などのさまざまな病害を引き起こしやすくなる。台木の樹勢はそこそこ良好で、抑制しなければ高い収量を生み出す力がある。

## ワイン
マルヴァジーア系統の栽培地域は広範であるため、マルヴァジーアのワインについて、厳密にこれぞという特徴でまとめることは難しい。マルヴァジーアのほとんどの品種の派生元であるマルヴァジーア・ビアンカは、深い色味と際立ったアロマ、存在を感じられるほどの残糖という特徴をもつ。赤ブドウ品種のマルヴァジーアは、薄いピンク色から明るい赤色をしたワインになる傾向がある。若い段階のマルヴァジーアのワインは、「円みのある」とも「肉厚な」とも形容される、どっしりとしたボディと柔らかい口当たりが特徴である。マルヴァジーアに共通するアロマの要素は、モモ、アプリコット、シロスグリなどがある。マルヴァジーアの赤ワインは、豊かさとチョコレートのような風味が特徴である。マデイラなどマルヴァジーアの酒精強化ワインは、その強いスモーキーな風味と鋭い酸味で有名である。マルヴァジーアのワインは熟成が進むにつれてナッツのようなアロマや味わいが増す傾向にあるが、飲み頃の期間は短く、収穫年から数年ほどしかない。

### マルムジー

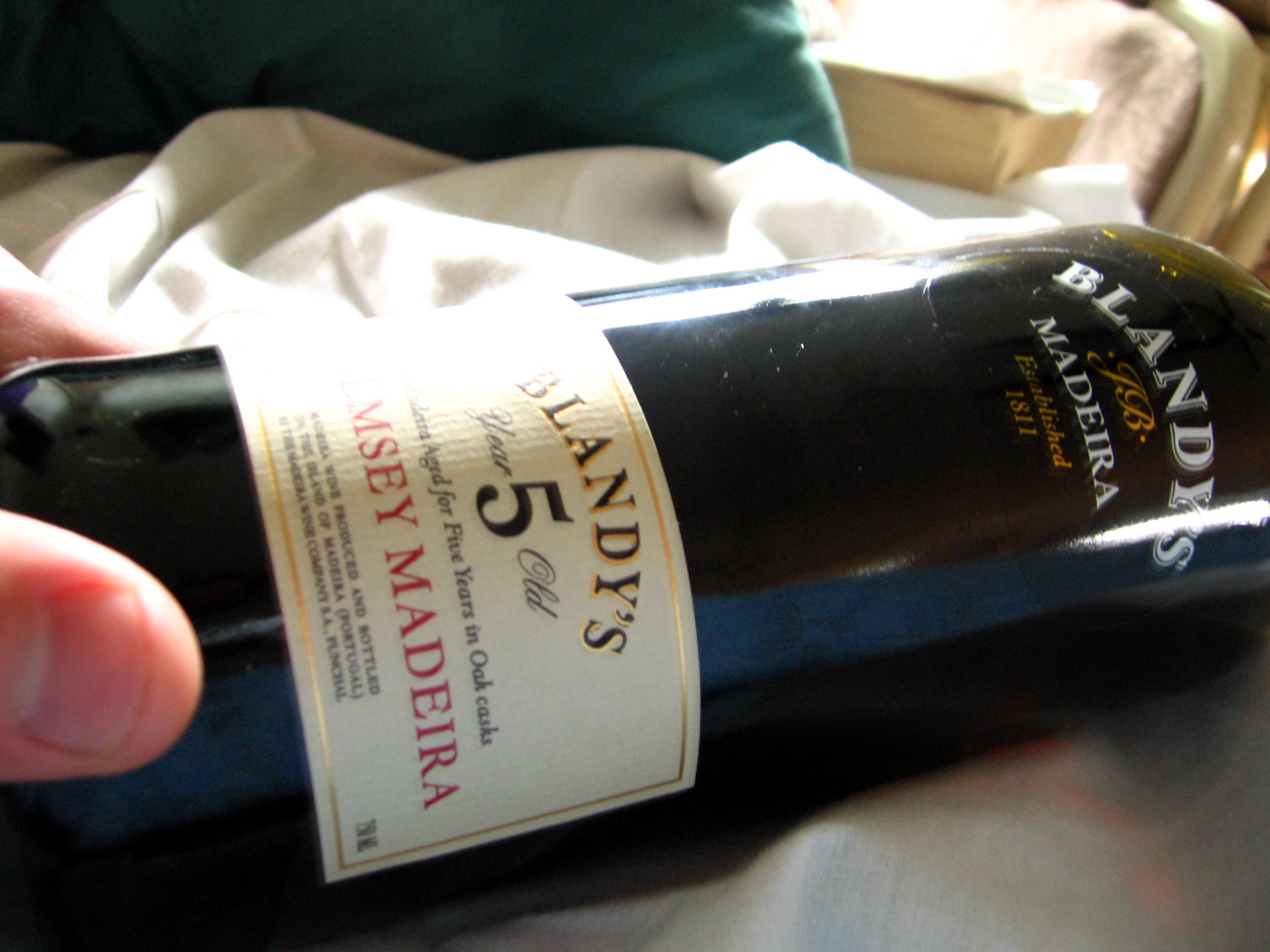
マルムジーのマデイラ

かつて「マルヴァジア (Malvasia) 」と「マルムジー (Malmsey) 」は、互換的な名称として登場していた。しかしながら2014年の時点で、「マルヴァジア」は概してこのブドウから作られた酒精強化ではない白のテーブルワインもしくはデザートワインを指し、一方「マルムジー」は、ときおり「マルヴァジア」(Malvasia、Malvazia)とも呼ばれることはあるが、甘口の部類のマデイラワインを指す。さらに混乱を助長した事柄として、ひと昔前は「マルムジー」という言葉が使用ブドウの品種に関係なく極甘口のマデイラワインのことを指していた。これは、19世紀後半にフィロキセラによってマデイラ島のブドウ園が大被害を受けてしまい、島内のマルヴァジーアおよびその他の高貴品種の生産が20世紀を迎えても大幅に減少していたことによる。その結果、ほとんどのヴィンテージ (収穫年) 表記のない「マルムジー」は広く栽培されていたティンタ・ネグラ・モーレ、場合によってはアメリカブドウの品種で作られた。この状態が変わったのは、1986年にポルトガルが欧州連合 (EU) に加盟し、EUの規定によってすべての「マルムジー」を名乗るワインはマルヴァジーア種のブドウを85%以上含まなければいけなくなったことによる。それに輪をかけて混乱を招いたのは、ヴィンテージ表記のあるマルムジーがしばしば「マルヴァジア」とラベル表記されていたことだった。これはおそらく、比較的希少なヴィンテージの「マルヴァジア」が、たいがいのヴィンテージ表記のない「マルムジー」がそれに劣る品種で作られていた年ですら、決まってマルヴァジーア種のブドウでできていたためだと思われる。一部の業者は、ヴィンテージ表記のないマデイラに対して、とくにポルトガル語圏諸国を中心に販売する商品に「マルヴァジア」の名称を用いる場合もあった。
マルムジーというと、英国史では伝統的にイングランド王エドワード4世の弟ジョージ・プランタジネット初代クラレンス公の死が想起される。大逆罪のかどで有罪とされ、彼は1478年2月18日にロンドン塔で (慣例に従いボウヤー・タワーで)「内々に処刑」されたが、この出来事のあとまもなくして、彼は大酒樽 (1バット＝475-480リットル) のマルムジー・ワインで溺死させられたのだという噂が広まった。